# Улашковцы
Улашковцы (укр. Улашківці) — село в Нагорянской сельской общине Чортковского района Тернопольской области Украины.
Население по переписи 2021 года составляло 1145 человека. Занимает площадь 3.551 км². Почтовый индекс — 48562. Телефонный код — 3552.